# Погорелая, Ксения Максимовна
Ксения Максимовна Погорелая (бел. Ксенія Пагарэлая; род. 1959) — белорусская органистка. Заслуженная артистка Республики Беларусь (2019).
Окончила Московскую государственную консерваторию им. П. И. Чайковского по классам фортепиано М. А. Фёдоровой и органа Л. И. Ройзмана. В 1983—1987 гг. преподавала фортепиано в Дальневосточном педагогическом институте искусств.
С 1988 года титулярный органист концертного зала Софийского собора в Полоцке. С 1996 г. организатор международного фестиваля органной музыки «Званы Сафіі» в Полоцке. Гастролирует в России и Германии, в 2015 году выступила с концертом в парижском соборе Нотр-Дам.
Записала три альбома с произведениями Д. Букстехуде, И. С. Баха, Ф. Листа, А. Лефебюра-Вели, Л. Боэльмана, Л. Вьерна, Ш. М. Видора, а также современных белорусских композиторов.
В 2005 году награждена Почётной грамотой Совета Министров Республики Беларусь за значительный вклад в развитие национальной культуры, возрождение и сохранение историко-культурного наследия Беларуси